# Paul Marie Veyne
Paul Veyne (Aix-en-Provence, 13 de junho de 1930 – Bédoin, 29 de setembro de 2022) foi um historiador francês, especialista em história da antiguidade romana.
Recebeu o Prêmio Gobert em 2007.

## Biografia
Veyne costumava dizer que descobriu por acaso a arqueologia e a história, quando, aos oito anos de idade, encontrou um pedaço de uma ânfora celta.
Com a mudança da sua família para Nimes, o jovem Paul passou a frequentar rotineiramente o museu arqueológico local. Fez questão de ressaltar que o seu interesse pelos antigos gregos e romanos não resulta nem de convicções humanistas, nem de qualquer admiração especial, mas tão somente do acaso que marcou a sua descoberta infantil.
Tendo concluído a educação secundária, Veyne mudou-se para Paris, para se preparar para o exame de admissão da Escola Normal Superior. Nesta época, aderiu a Partido Comunista Francês, o qual, entretanto, abandonaria quatro anos depois.
Paul Veyne estudou na Escola Normal Superior de Paris de 1951 a 1955. Na sequência, de 1955 a 1957, foi membro da Escola Francesa de Roma. Depois disso, transferiu-se para Aix-en-Provence, como um professor da Universidade da Provença.  Foi durante a estadia em Aix que Veyne alçou fama pela primeira vez, com o provocador Como se escreve a história? Ensaio de epistemologia, publicado em 1970. Contrapondo-se à tendência à quantificação que predominava no cenário historiográfico francês dos anos 1970, Veyne afirmou que a história não passa de um  "conto verdadeiro". Com isso, ele surgiu como um dos predecessores do modelo narrativista de reflexão sobre a ciência histórica, modelo esse que se afirmaria sobretudo a partir da recepção de Meta-história, livro publicado por Hayden White, em 1973.
No campo da história antiga, a primeira grande obra de Veyne foi O pão e o circo, uma monografia sobre o evergetismo (o senso de "generosidade" característico dos notáveis antigos), publicada em 1975. Nesse mesmo ano, apoiado por Raymond Aron, Veyne ingressou nos quadros do Colégio da França, onde permaneceria até 1999, como titular da cátedra de história romana.
Em 1978, Veyne reviu Como se escreve à história, republicando-o conjuntamente com o ensaio Foucault revoluciona a história. Neste novo ensaio, Veyne distancia-se do seu narrativismo inicial, interpretando a obra de Michel Foucault como marco de uma transformação fundamental no pensamento histórico. De acordo com Veyne, o cerne da "revolução Foucaultiana" consistiu numa modificação de uma perspectiva de análise focada em "objetos" para uma outra, agora focada em "práticas".
Com este ensaio Veyne afirmou-se como um importante intérprete da obra de Foucault, com quem, a propósito, mantinha amizade. Em 2008, Veyne publicaria ainda um retrato intelectual de Foucault, nomeadamente, o livro Foucault: a pessoa e o seu pensamento.
Veyne morreu em 29 de setembro de 2022, aos 92 anos de idade, em Bédoin.

## Principais escritos
- Comment on écrit l'histoire: essai d'épistémologie, Le Seuil, 1970.
- Le pain et le cirque, Le Seuil, 1976.
- L'inventaire des différences, Le Seuil, 1976.
- Les Grecs ont-ils cru à leurs mythes?, Le Seuil, 1983.
- L'élégie érotique romaine, Le Seuil, 1983.
- Histoire de la vie privée, vol. I, Le Seuil, 1987.
- René Char en ses poèmes, Gallimard, 1990.
- La société romaine, Le Seuil, 1991.
- Sénèque, Entretiens, Lettres à Lucilius, revised translation, introduction and notes, Laffont, 1993.
- Le quotidien et l'intéressant, conversations with Catherine Darbo-Peschanski, Hachette, 1995.
- Les mystères du gynécée, in collaboration with F. Frontisi-Ducroux and F. Lissarrague, Gallimard, 1998.
- Sexe et pouvoir à Rome, Tallandier, 2005.
- L'empire gréco-romain, Le Seuil, 2005.
- Quand notre monde est devenu chrétien, Albin Michel, 2007.
- Foucault. Sa Pensée, sa personne, Paris: Albin Michel, 2008.

## Traduções no Brasil
- Acreditavam os gregos em seus mitos? Editora brasiliense, São Paulo: 1983. Nova Edição Tradução: Mariana Echalar. São Paulo: UNESP, 2014.
- Como se escreve a história, UNB, 1998.
- O inventário das diferenças: História e Sociologia. Trad. Sônia Saizstein. São Paulo: Brasiliense, 1983.
- História da vida privada, v.1, Companhia das Letras.
- Sexo e poder em Roma, trad. Marcos de Castro, Civilização Brasileira, 2008.
- O império greco-romano, Campus, 2008.
- Quando nosso mundo se tornou cristão, trad. Marcos de Castro, Civilização Brasileira, 2010.
- Foucault: seu pensamento, sua pessoa. Trad. Marcelo Jacques de Morais. Rio de Janeiro: Civilização Brasileira (Coleção Sujeito e História), 2011.
- Elegia erótica romana. Trad. Mariana Echalar. São Paulo: UNESP, 2015.
- Pão e o circo. Tradução: Lineimar Pereira Martins.  São Paulo: UNESP, 2015.
- Sêneca e o estoicismo. Trad. Andre Telles. São Paulo: Três estrelas, 2015.